# Metódio I de Constantinopla
Metódio I de Constantinopla (em grego:  Μεθόδιος Α΄) foi o Patriarca de Constantinopla entre 4 de março de 843 até 14 de junho de 847.

## Vida e obras
Nascido de pais ricos, Metódio foi enviado ainda jovem para Constantinopla para continuar seus estudos e, com muita sorte, conseguir um cargo na corte imperial. Mas, ao invés disso, ele entrou para um mosteiro na Bitínia e eventualmente acabou por se tornar o abade.
Sob o imperador bizantino Leão V, o Armênio (813 - 820), a perseguição iconoclasta irrompeu pela segunda vez. Em 815, Metódio foi enviado para Roma, talvez como um enviado do deposto Patriarca Nicéforo. Ao retornar, em 821 d.C., ele foi preso e exilado como sendo um iconódulo pelo regime iconoclasta do imperador Miguel II, o Amoriano. Ironicamente, ele foi solto em 829 e acabou assumindo uma importante posição na corte do ainda mais fervoroso iconoclasta, o imperador Teófilo.
Logo após a morte do imperador, em 843, o influente ministro Teoctisto convenceu a imperatriz-mãe Teodora, como regente de seu filho de dois anos de idade Miguel III, o Ébrio, que permitisse a restauração dos ícones conseguindo que seu finado marido não fosse anatemizado. Ele então depôs o patriarca iconoclasta João VII Gramático e assegurou que Metódio fosse apontado como sucessor, levando a cabo a controvérsia iconoclasta. Uma semana após sua ascensão, acompanhado por Teodora, Miguel e 
Teoctisto, Metódio fez uma procissão triunfal entre a Igreja de Santa Maria de Blaquerna e Santa Sofia em 11 de março de 843, restaurando os ícones à igreja. Este evento marcou a volta à ortodoxia doutrinária e se tornou um feriado na Igreja Ortodoxa, celebrado todos anos no primeiro domingo da Grande Quaresma, também conhecido como "Triunfo da Ortodoxia".
Durante todo o seu breve patriarcado, Metódio tentou perseguir uma via moderada de acomodação com os membros do clero que eram antigos iconoclastas. Esta política foi combatida pelos extremistas, primordialmente os monges do Mosteiro de Estúdio, que exigiam que os antigos adversários fossem severamente punidos como heréticos. Para contê-los, Metódio foi forçado a excomungar e prender alguns dos monges mais persistentes.
Metódio era tinha boa educação e se dedicou tanto a copiar quanto escrever manuscritos. Suas próprias obras incluem polêmicas, trabalhos hagiográficos e litúrgicos, homilias e poesia. Suas obras fazem parte da Patrologia Grega (PG C), de Migne.